# Mamelabou River
Der Mamelabou River (auch: Hodges River) ist einer der längeren Flüsse im Norden von Dominica im Parish Saint Andrew.

## Geographie
Der Mamelabou River entspringt in den nordöstlichen Ausläufern der Morne Diablotins. Die höchstgelegenen Quellen liegen dabei bei 700 m über dem Meer. Das Quellgebiet grenzt dabei an die Einzugsgebiete von Hampstead River (westlich) und Toulaman River (Tweed River, östlich) an, deren Quellbäche noch höher im Morne Diablotins entspringen. In seinem Verlauf streift der Fluss die Einzugsgebiete von Pentou River, Duece River und Salec River (westlich), sowie Woodford Hill River (östlich). Die Quellbäche vereinigen sich im Gebiet von Never Fail, passieren den Grand Bambou (290 m) im Osten und verlaufen insgesamt in nordöstlicher Richtung durch Fond Hodge, Big Cedar und Hodges Estate. Von Morne Ramiers und Champagne im Südosten fließen weitere Bäche von rechts zu und in Hodges Estate mündet ein kleiner Bach von links und Osten. Bei Hodges Estate verläuft der Fluss entlang von Mount Sylvie und mündet östlich von Pointe Baptiste in der Hodges Bay nach einem Verlauf von ca. 9,4 km in den Atlantik. In seinem Oberlauf verläuft er durch das Northern Forest Reserve.